# Nachtmerries en droomlandschappen
Nachtmerries en droomlandschappen is een verhalenbundel, met daarin allemaal losse verhalen, van de Amerikaanse auteur Stephen King. Het boek werd gepubliceerd in 1993.

## Verhalen
| #  | Title                                | Voor het eerst gezien in                                                    |
| -- | ------------------------------------ | --------------------------------------------------------------------------- |
| 1  | "Dolan's Cadillac"                   | Castle Rock, Februari – Juni 1985                                           |
| 2  | "Weg met die rotzooi"                | Oktober 1986 in een uitgave van het tijdschrift Omni.                       |
| 3  | "Wees geduldig met kinderen"         | Februari 1972, in een uitgave van Cavalier.                                 |
| 4  | "De Spookvlieger"                    | Prime Evil (1988)                                                           |
| 5  | "Papsie"                             | Masques II (1987)                                                           |
| 6  | "Het laat je niet los"               | Herfst van 1973, de uitgave Marshroots                                      |
| 7  | "Klappertanden"                      | Herfst van 1992, de uitgave Cemetery Dance                                  |
| 8  | "Opdracht"                           | Night Visions 5 (1988)                                                      |
| 9  | "De bewegende vinger"                | December 1990, in een uitgave van The Magazine of Fantasy & Science Fiction |
| 10 | "Sneakers"                           | Night Visions 5 (1988)                                                      |
| 11 | "De sterren van de hemel"            | Shock Rock (1992)                                                           |
| 12 | "Thuisbevalling"                     | Book of the Dead (1989)                                                     |
| 13 | "Regentijd"                          | Spring 1989, uitgave van Midnight Graffiti                                  |
| 14 | "Mijn prachtige paard"               | My Pretty Pony limited edition boek (1989)                                  |
| 15 | "Hallo, met wie spreekt u?"          | Nog nooit eerder verschenen                                                 |
| 16 | "Het volk van tien uur 's ochtends." | Nog nooit eerder verschenen                                                 |
| 17 | "Crouch End"                         | New Tales of the Cthulhu Mythos (1980)                                      |
| 18 | "Het huis aan Maple Street"          | Nog nooit eerder verschenen                                                 |
| 19 | "Het vijfde kwart"                   | April 1972 issue of Cavalier                                                |
| 20 | "De zaak van de doctor"              | The New Adventures of Sherlock Holmes (1987)                                |
| 21 | "Umney's laatste zaak"               | Nog nooit eerder verschenen                                                 |
| 22 | "Kop omlaag!"                        | 16 april, 1990 in een uitgave van The New Yorker                            |
| 23 | "Augustus in Brooklyn"               | Uitgave 10, van het tijdschrift Io, in 1971                                 |
| 24 | "De bedelaar en de diamant"          | Nog nooit eerder verschenen                                                 |

## Toewijding
King droeg deze bundel op aan Thomas Williams, een schrijfinstructeur die jarenlang lesgaf aan de Universiteit van New Hampshire . Sinds de publicatie van het boek heeft King Williams' in 1974 met de National Book Award bekroonde roman De erfgenaam van Harold Roux uitgeroepen tot zijn favoriet, en een roman waar hij 'steeds weer' naar terugkeert. 
De toewijding luidt:
Ter nagedachtenis van
THOMAS WILLEMS,
1926–1990:
een van de grootste Amerikaanse romanschrijvers van onze tijd.

## Verfilmingen

### Film en televisie
"Hallo, met wie spreekt u?" werd in 1987 uitgezonden als een aflevering van seizoen 4 van Tales from the Darkside voordat het werd gepubliceerd in Nightmares & Dreamscapes . "De bewegende vinger" werd in 1991 aangepast tot een aflevering van seizoen 3 van Monsters . "Klappertanden" werd aangepast tot een segment van de film Quicksilver Highway uit 1997. "De Spookvlieger" en "Dolan's Cadillac" werden beide verfilmd tot films met dezelfde respectievelijke namen, respectievelijk in 1997 en 2009.  "Thuisbevalling" en "Regentijd" werden verfilmd tot korte films.

### Miniserie
In de zomer van 2006 produceerde de televisiezender TNT een miniserie van acht afleveringen Nightmares & Dreamscapes: From the Stories of Stephen King. Ondanks dat de titel zijn drie van de acht verhalen niet uit het boek gehaald: "Slagveld", van Nachtdienst (1978); en " Het wegvirus rijdt naar het noorden" en "Autopsiekamer vier", uit Alles is eventueel (2002).